# 周應嵩
周應嵩（16世紀—17世紀），字子中，號中嶽，湖廣黄州府麻城县人。明朝政治人物、進士出身。

## 生平
少颖悟，過目成诵。为人磊落不羁，好施予。父没，以所市易田产，还其主者无算一钱。置數十金于箧，为同塾友盗去，家僮私启友所缄，金在焉，应嵩嘱缄如故，置其处，终身不言其盛德事。萬曆十六年（1588年）戊子科舉人，十七年（1589年）己丑科進士，初授南京国子监博士，逾月得疢疾歸，卒。

## 家族
曾祖周廷微，按察司副使。祖父周釴，封御史累封太常寺少卿。父周弘祖，光禄寺卿。子周振，萬曆四十七年進士。